# St. Charles (Arkansas)
St. Charles is een plaats (town) in de Amerikaanse staat Arkansas, en valt bestuurlijk gezien onder Arkansas County.
Hier vond tijdens de Amerikaanse Burgeroorlog de Slag bij Saint Charles plaats, aan de White River.

## Demografie
Bij de volkstelling in 2000 werd het aantal inwoners vastgesteld op 261.

## Geografie
Volgens het United States Census Bureau beslaat de plaats een oppervlakte van
2,2 km², geheel bestaande uit land.

## Plaatsen in de nabije omgeving
De onderstaande figuur toont nabijgelegen plaatsen in een straal van 32 km rond St. Charles.